# 白井康勝
白井 康勝（しらい やすかつ、1969年3月4日 - ）は、愛知県新城市出身の元プロ野球選手（投手）。

## 経歴
豊川高では、内藤尚行の控え投手であった。
高校卒業後、日本ハムファイターズの練習生となり打撃投手を担当する。1987年オフにドラフト外で入団。
2年目の1989年に一軍初登板を果たし、4年目の1991年から一軍に定着。1992年、それまで抑えを務めていた武田一浩の先発転向に伴いリリーフエースへ。
1993年は、先発に転向しスライダー・カーブを武器に、10勝、防御率2.66（リーグ4位）をマーク、主に西武キラーとして鳴らし2完封は共に5月の西武戦で挙げ、オールスターゲームにも監督推薦で出場した。
しかし、その後は低迷し1997年に広島東洋カープ、1998年にヤクルトスワローズへそれぞれ1年在籍したものの成績が振るわず、1998年シーズン終了後に現役を引退した。
現在は、日本ハム球団職員として、少年野球を対象とした野球教室の講師を主に担当している。2005年からNPB12球団ジュニアトーナメントの日本ハムの監督を務めている。2011年には日本ハムのスカウトを担当している。北海道、東北地方を担当し、担当した選手にはは吉田輝星や伊藤大海らがいる。

## 人物
同じくプロ野球選手で阪急などに在籍した白井孝幸は兄にあたる。

## 詳細情報

### 年度別投手成績
| 年 度     | 球 団     | 登 板 | 先 発 | 完 投 | 完 封 | 無 四 球 | 勝 利 | 敗 戦 | セ 丨 ブ | ホ 丨 ル ド | 勝 率 | 打 者 | 投 球 回 | 被 安 打 | 被 本 塁 打 | 与 四 球 | 敬 遠 | 与 死 球 | 奪 三 振 | 暴 投 | ボ 丨 ク | 失 点 | 自 責 点 | 防 御 率 | W H I P |
| --------- | --------- | ----- | ----- | ----- | ----- | -------- | ----- | ----- | -------- | ----------- | ----- | ----- | -------- | -------- | ----------- | -------- | ----- | -------- | -------- | ----- | -------- | ----- | -------- | -------- | ------- |
| 1989      | 日本ハム  | 4     | 1     | 0     | 0     | 0        | 0     | 1     | 0        | --          | .000  | 27    | 4.2      | 10       | 2           | 3        | 0     | 0        | 2        | 0     | 0        | 7     | 7        | 13.50    | 2.79    |
| 1991      | 日本ハム  | 31    | 4     | 1     | 0     | 0        | 2     | 4     | 6        | --          | .333  | 333   | 81.2     | 74       | 6           | 24       | 2     | 0        | 49       | 1     | 0        | 24    | 22       | 2.42     | 1.20    |
| 1992      | 日本ハム  | 43    | 0     | 0     | 0     | 0        | 9     | 3     | 10       | --          | .750  | 386   | 87.2     | 87       | 7           | 49       | 6     | 2        | 67       | 3     | 0        | 39    | 34       | 3.49     | 1.55    |
| 1993      | 日本ハム  | 27    | 23    | 4     | 2     | 0        | 10    | 3     | 0        | --          | .769  | 648   | 152.1    | 140      | 12          | 85       | 0     | 2        | 86       | 3     | 0        | 50    | 45       | 2.66     | 1.48    |
| 1994      | 日本ハム  | 20    | 13    | 0     | 0     | 0        | 1     | 7     | 0        | --          | .125  | 323   | 72.2     | 77       | 12          | 32       | 0     | 0        | 46       | 0     | 0        | 47    | 45       | 5.57     | 1.50    |
| 1995      | 日本ハム  | 14    | 9     | 0     | 0     | 0        | 0     | 3     | 0        | --          | .000  | 227   | 50.2     | 52       | 5           | 36       | 1     | 0        | 28       | 3     | 0        | 29    | 29       | 5.15     | 1.74    |
| 1997      | 広島      | 4     | 0     | 0     | 0     | 0        | 0     | 0     | 0        | --          | ----  | 29    | 6.0      | 7        | 2           | 6        | 0     | 0        | 1        | 0     | 0        | 5     | 5        | 7.50     | 2.17    |
| 通算：7年 | 通算：7年 | 143   | 50    | 5     | 2     | 0        | 22    | 21    | 16       | --          | .512  | 1973  | 455.2    | 447      | 46          | 235      | 9     | 4        | 279      | 10    | 0        | 201   | 187      | 3.69     | 1.50    |

### 表彰
- 月間MVP：1回（1992年6月）

### 記録
初記録
- 初登板：1989年4月20日、対ロッテオリオンズ3回戦（東京ドーム）、9回表に5番手で救援登板・完了、1回無失点
- 初先発：1989年5月20日、対近鉄バファローズ7回戦（東京ドーム）、1回2/3を3失点で敗戦投手
- 初奪三振：同上、1回表に鈴木貴久から
- 初セーブ：1991年7月7日、対福岡ダイエーホークス17回戦（北九州市民球場）、6回裏に2番手で救援登板・完了、4回無失点
- 初勝利：1991年7月31日、対近鉄バファローズ14回戦（ナゴヤ球場）、8回裏に3番手で救援登板・完了、3回無失点
- 初完投：1991年10月4日、対ロッテオリオンズ26回戦（川崎球場）、8回1失点で敗戦投手
- 初先発勝利：1993年4月17日、対オリックス・ブルーウェーブ2回戦（東京ドーム）、6回1/3を無失点
- 初完投勝利：1993年4月25日、対千葉ロッテマリーンズ3回戦（東京ドーム）、9回1失点
- 初完封勝利：1993年5月9日、対西武ライオンズ5回戦（東京ドーム）

その他の記録
- オールスターゲーム出場：2回 （1992年、1993年）

### 背番号
- 48 （1988年 - 1994年）
- 17 （1995年 - 1996年）
- 29 （1997年）
- 23 （1998年）